# Afrorubria
Afrorubria  (лат.) — род цикадок из подсемейства Ledrinae. 5 видов. Распространены в Африке (встречаются от Заира до Южной Африки). Узкотелые цикадки среднего размера, жёлтого или зелёного цвета. Голова параболической формы и шире чем пронотум. Фасеточные глаза овальные. Оцеллии имеются. Задние бёдра с двумя короткими апикальными макросетами (шипиками); хетотаксия передних и средних пар ног редуцирована. Надкрылья обычно длиннее брюшка. Обнаружены на растениях следующих видов: Chrysophyllum  sp. (Sapotaceae); Cliffortia atrata, Cliffortia serpyllifolia  (Rosaceae);   Clerodendrum glabrum, Lippia javanica (Verbenaceae);  Rhus  leptodictya (Anacardiaceae); Stoebe sp., Ursinia caledonica (Asteraceae).